# 国鉄ホキ7000形貨車
国鉄ホキ7000形貨車（こくてつホキ7000がたかしゃ）は、かつて日本国有鉄道（国鉄）に在籍したホッパ車である。

## 概要
ホキ7000形は、1965年（昭和40年）から1972年（昭和47年）にかけて三菱重工業、若松車輛にて25両（ホキ7000 - ホキ7024）が製造された生石灰専用の30 t積私有貨車である。
製造当事生石灰を専用種別とする貨車には、ホキ4700形（59両）が存在したがホキ4700形が側開き式に対して本形式は底開き式であった。
所有者は、足立石灰鉱業、日鉄鉱業の2社でありそれぞれの常備駅は伯備線の足立駅、同じく伯備線の井倉駅であった。足立石灰鉱業所有車は、生涯変更されることは無かったが日鉄鉱業所有車の5両は、短期間（約3年間）東武鉄道会沢線の上白石駅に移動後再び井倉駅常備となった。両社とも播但線の飾磨駅より延びていた新日本製鐵線までの区間を夫々の常備駅まで運用された。
1979年（昭和54年）10月より化成品分類番号「94」（有害性物質、禁水指定のもの）が標記された。
荷役方式は、上入れ、自重落下底開き式の下出し方式である。台車はベッテンドルフ式のTR41Cである。
製造ロットによる多少の違いはあるが全長は10,000 mm、全幅は2,709 mm、全高は3,820 mm、台車中心間距離は6,400 mm、実容積は33.4 m3、自重は15.4 t、換算両数は積車4.5、空車1.6である。
昭和61年11月の飾磨港線廃止によって運用が無くなり、民営化直前の1987年（昭和62年）3月に全車（25両）一斉に廃車となり形式消滅した。

## 年度別製造数
各年度による製造会社と両数は次のとおりである。（所有者は落成時の社名）
- 昭和39年度 - 5両 
  - 三菱重工業 5両 足立石灰鉱業（ホキ7000 - ホキ7004）
- 昭和40年度 - 1両 
  - 三菱重工業 1両 足立石灰鉱業（ホキ7005）
- 昭和42年度 - 6両 
  - 三菱重工業 6両 足立石灰鉱業（ホキ7006 - ホキ7011）
- 昭和43年度 - 1両 
  - 三菱重工業 1両 足立石灰鉱業（ホキ7012）
- 昭和44年度 - 1両 
  - 三菱重工業 1両 足立石灰鉱業（ホキ7013）
- 昭和46年度 - 11両 
  - 三菱重工業 8両 日鉄鉱業（ホキ7014 - ホキ7021）
  - 若松車輌 3両 日鉄鉱業（ホキ7022 - ホキ7024）